# Schizostachyum tessellatum
Schizostachyum tessellatum är en gräsart som beskrevs av Aimée Antoinette Camus. Schizostachyum tessellatum ingår i släktet Schizostachyum och familjen gräs. Inga underarter finns listade i Catalogue of Life.